# Ussac
Ussac é uma comuna francesa na região administrativa da Nova Aquitânia, no departamento de Corrèze. Estende-se por uma área de 24,63 km², com 3 475 habitantes, segundo os censos de 2006, com uma densidade de 132 hab/km².